# あの日の僕をさがして (アルバム)
『あの日の僕をさがして』（あのひのぼくをさがして、Sounds of the Loop）は、アイルランド系イングランド人のシンガーソングライターであるギルバート・オサリバンの10枚目のスタジオ・アルバムで、日本では1991年11月、イギリスでは1993年4月にリリースされた。2013年4月にはユニオン・スクエア・ミュージック (Union Square Music) がサルヴォ (Salvo) レーベルから『Gilbert O'Sullivan - A Singer & His Songs』のコレクションの一部として再リリースした。
日本盤とイギリス盤では、ジャケット写真などもまったく異なるものになっている。
邦題は、主題歌にオサリバンの「Tomorrow, Today」を採用し、このアルバムの日本盤が発売された翌年の1992年に放送されたテレビドラマ『あの日の僕をさがして』と同じであるが、「Tomorrow, Today」はこのアルバムには収録されていない。

## トラックリスト
全曲、作詞作曲ともギルバート・オサリバン。1991年の日本盤と1993年のイギリス盤では収録曲、曲順が異なる。2013年の再発盤には、ボーナストラックが追加されている。

### 日本盤（1991年）
1. ベスト・ラヴ  (Best Love I Never Had)
2. 流れのままに (Not That It Bothers Me)
3. サムタイムス (Sometimes)
4. 幻のシルエット (It's Easy To See When You're Blind)
5. 愛をささやく時 (Having Said That)
6. アイリッシュ風にお別れしましょう (Divorce Irish Style)
7. 出会えてよかった (What A Way To Show I Love You)
8. ケイム・アンド・ウェント (Came And Went)
9. 過ぎ去りし日々に (I'm Not Too Young)
10. アイ・キャン・ギヴ・ユー (I Can Give You)
11. ぼくときみのラヴ・ソング (Can't Think Straight)

### イギリス盤（1993年）
1. "Are You Happy?" - 3:30
2. "Not That It Bothers Me" - 3:17
3. "Sometimes" - 4:08
4. "It's Easy To See When You're Blind" - 4:01
5. "Having Said That" - 4:00
6. "Can't Think Straight" (duet with Peggy Lee) - 4:05（ペギー・リーとのデュエット）
7. "The Best Love I Never Had" - 3:42
8. "Divorce Irish Style" - 4:14
9. "Came and Went" - 3:45
10. "I'm Not Too Young" - 4:06
11. "I Can Give You" - 3:41

### 2013年リマスター版のボーナストラック
1. "Can't Think Straight" (Japanese version - duet with Takao Kisugi) - 4:05（来生たかおとのデュエット）
2. "Can't Think Straight" (Spanish version - duet with Silvia Tortosa) - 4:05（シルビア・トルトーサ（スペイン語版）とのデュエット）
3. "What a Way (To Show I Love You)" (from non-UK releases of Sounds of the Loop) - 4:13（日本盤のみ収録の「出会えてよかった」）

## パーソネル
- ギルバート・オサリバン - ボーカル、ピアノ、リズム・キーボード

### 追加パーソネル
- ロリー・カーリッジ (Roly Kerridge) - ドラムス、プログラミング、パーカッション
- ボブ・スキート (Bob Skeat) - ベース
- ミック・パーカー (Mick Parker) - キーボード、プログラミング、アコーディオン
- ジョフ・ホワイトホーン (Geoff Whitehorn) - リード/リズム・ギター